# كأس الأبطال الفرنسي 2015
كأس السوبر الفرنسي لكرة القدم 2015 مباراة جمعت بين ناديي باريس سان جيرمان وأولمبيك ليون في الأول من أغسطس عام 2015 على أرضية ملعب سابوتو في مدينة مونتريال في كندا، وفاز بها باريس سان جيرمان بهدفين مقابل لا شيء.

## مسيرة الفريقين قبل الوصول للبطولة
فاز باريس سان جيرمان بـالدوري الفرنسي 2014–15 وكأس فرنسا 2014–15، أما أولمبيك ليون ففاز بالمركز الثاني في الدوري الفرنسي 2014–15، فتأهل الفريقان إلى البطولة.

## أحداث المباراة
في الدقيقة 11، أرسل لاعب باريس سان جيرمان البرازيلي دافيد لويز عرضية إلى الإيفواري الدولي سيرج أورييه مستغلا خروج الحارس البرتغالي أنتوني لوبيس فسدد أورييه رأسية في المرمى محرزا الهدف الأول لباريس سان جيرمان. في الدقيقة 17 استلم لاعب باريس سان جيرمان السويدي زلاتان إبراهيموفيتش كرة من سيرغي أورييه ووجه تسديدة تصدى لها الحارس أنتوني لوبيز، لترتد إلى إدينسون كافاني الذي سدد الكرة بقوة نحو الزاوية العليا من الجهة اليمنى محرزا الهدف الثاني لباريس سان جيرمان.
حاول باريس سان جيرمان في باقي الشوط الأول إحراز المزيد من الأهداف بمحاولة كافاني التي انتهت بتشتيت الدفاع للكرة، ثم وصلت الكرة إلى لاعب سان جيرمان الفرنسي أدريان رابيو الذي سدد الكرة ومرت بجانب القائم الأيسر. وفي محاولة أخرى في نهاية الشوط الأول أرسل لاعب سان جيرمان البرازيلي لوكاس مورا عرضية من الجهة اليمنى إلى زلاتان إبراهيموفيتش الذي وجهها بكعبه إلى المرمى، تصدى لها الحارس لوبيس فارتدت إلى الفرنسي بليز ماتويدي الذي سدد الكرة فاتجهت إلى أعلى المرمى.
في الشوط الثاني قام لاعب ليون ماكسيم غونالونز بدههس قدم زلاتان إبراهيموفيتش، تلقى على إثرها بطاقة حمراء، وحاول باريس سان جيرمان إحراز هدف في ما تبقى من المباراة لكن لم ينجح، حيث سدد إبراهيموفيتش كرة عالية على يسار المرمى وخرجت من الملعب، لتنتهي المباراة بفوز باريس سان جيرمان وتتويجه باللقب.